# چاه انجیر (سروستان)
چاه انجیر، روستایی از توابع شهرستان سروستان در استان فارس ایران است.

## جمعیت
این روستا در بخش کوهنجان قرار دارد و براساس سرشماری مرکز آمار ایران در سال ۱۳۸۵، جمعیت آن ۴۷۹ نفر (۱۰۵خانوار) بوده‌است.